# Idioctis
Idioctis (лат.) — род пауков из семейства Barychelidae. Известно около 10 видов.

## Этимология
Название рода Idioctis не было объяснено в его первоописании в 1874 году. Idioctis, по-видимому, является латинизированным сложным словом с греческим корнем. Первая половина idio (ἴδiο) обозначает себя, частного, одинокого; остальная часть ktis (κτισ) имеет значение строить, сооружать, основывать. Вместе Idioctis будет означать «самостроитель» в смысле «тот, кто строит сам» или «тот, кто строит свои вещи» (например, норку).

## Описание
Длина светло-коричневого тела около 1 см. Формула ног 4123. Idioctis отличается от всех других известных Barychelidae по сочетанию следующих признаков: бледное и без рисунка брюшко, узкий стернум, который примерно в 1,5 раза длиннее ширины, наличие хелицерального растелума, короткая и трапециевидная группа глаз. Восемь глаз расположены в два ряда, передний ряд изогнут, а задний ряд почти прямой.
Вид Idioctis parilarilao обитает в трубчатых норках, вырытых в приливно-отливной зоне. Вход в норку закрывает люк-крышка, покрытая различным морским камуфляжем — водорослями, мусором, песком. Норки пауков соединены с естественными камерами в скале, в которых находится запас воздуха.

## Систематика
Род был впервые описан в 1874 году Людвигом Кохом для вида Idioctis helva L. Koch, 1847 с Фиджи. Хотя последние филогенетические исследования мигаломорфных пауков не включают в себя род Idioctis (Opatova et al. 2020), род продолжает числиться в составе Barychelidae. В работе 2023 года филогенетический анализ показал близость к родам Aurecocrypta и Idiommata. Род содержит около 10 валидных видов, распространённых в экваториальной части Индо-Тихоокеанского региона. Большинство из них обитает на изолированных океанических островах. Предположительно, что такое широкое, но разрозненное распространение может быть результатом эпизодических распространений на большие расстояния с последующим видообразованием в условиях изоляции. Вид Idioctis parilarilao из южной части Тайваня и Зелёного острова (Лутао) находится на расстоянии около 3 000 км от ближайшего известного местонахождения Idioctis в Сингапуре.
Известно около 10 видов.
- Idioctis eniwetok Raven, 1988 — Маршалловы Острова, Caroline Is.[2]
- Idioctis ferrophila Churchill & Raven, 1992 — Новая Каледония[4]
- Idioctis helva L. Koch, 1874 typus — Фиджи[3]
- Idioctis intertidalis (Benoit & Legendre, 1968) — Мадагаскар, Сейшельские Острова, Майотта[6]
  - =Atrophonysia intertidalis Benoit & Legendre, 1968
- Idioctis littoralis Abraham, 1924 — Сингапур[7]
- Idioctis marovo Churchill & Raven, 1992 — Соломоновы Острова[4]
- ?Idioctis ornata Rainbow, 1914[8] → Arbanitis ornatus (Rainbow, 1914)
- Idioctis parilarilao Yu, Lo, Cheng, Raven & Kuntner, 2023 — Тайвань
- Idioctis talofa Churchill & Raven, 1992 — Самоа[4]
- Idioctis xmas Raven, 1988 — Австралия (Christmas Is.)
- Idioctis yerlata Churchill & Raven, 1992 — Австралия (Квинсленд)[4]